# مصب (تطوير البرمجيات)
في تطوير البرمجيات، يشير المصب إلى الاتجاه بعيدا عن المنبع أي الكتاب الأصلي أو المشرفون على البرامج التي يتم توزيعها كشفرة مصدرية، وغير مؤهل لتصحيح. على سبيل المثال، يتم تقديم التصحيح الذي يتم إرساله في اتجاه التيار إلى مطوري أو مشرفي مشروع برنامج متشعب. إذا تم قبول المطورين أو المشرفين، فسيتم تضمين التصحيح في البرنامج الخاص بهم، إما على الفور أو في إصدار مستقبلي. خدمات المورد غالبا ما توصف بالخلطة السرية أو المواد الحافظة. وكل تحسين وكل ميزة يعطيك إياها تكون خطر عليك من قبيل قيود الموردين vendor lock ins. أي قيمة يضيفها في «المصب» downstream تجعل من خروجك من عنده للذهاب لمورد آخر عملية مكلفة لأنها ستتضمن التخلي عن هذه المزايا أو نقلها للمزايا المقابلة عند المورد الجديد.
كلما كان المورد ملتزما أكثرا بالقرب من المنبع كلما كنت في أمان أكثر. كلما كان المنبع ملتزم بالطرق المعيارية كان خروجك من عنده أسهل. وكلما كان أبعد عن المنبع سيكون الخرو أصعب ويعني كلفة انتقال أعلى عليك.
للمزيد، انظر المنبع (تطوير البرمجيات)، الكود المرسل لفريق التطوير الأصلي.